# Batalla del Cap de Santa Maria
La Batalla del Cap de Santa Maria  va ser un combat naval que va tenir lloc el 5 d'octubre de 1804 davant del cap de Santa Maria, en la costa portuguesa de l'Algarve, en què l'esquadra comandada pel brigadier José de Bustamante i Guerra va ser atacada per una esquadra britànica al comandament del Comodoro Graham Moore.
El brigadier Bustamante va rendir les tres fragates que van resistir a migdia, que van ser capturades i transportades al port de Gosport a Anglaterra. Bustamante havia salpat de Montevideo en temps de pau el 9 d'agost de 1804.